# Петровские Выселки (Липецкая область)
Петровские Выселки — деревня Слободского сельсовета Лебедянского района Липецкой области.

## География
Расположена северо-восточнее деревни Медведево. Через Петровские Выселки по улице Дорожная проходит автомобильная дорога.

## Население
| 2010 |
| ---- |
| 20   |